# Nancyana lubrica
Nancyana lubrica är en insektsart som beskrevs av Freytag 1990. Nancyana lubrica ingår i släktet Nancyana och familjen dvärgstritar. Inga underarter finns listade i Catalogue of Life.